# Programa Alberto José
Programa Alberto José foi um programa de auditório apresentado na TV Corcovado na primeira metade dos anos 90 por Alberto Filgueiras.

## História
O programa se tornou notável por seu apresentador-mirim, o qual nos últimos dias da atração já era um adolescente, que recebia atrações musicais, especialmente do mundo do samba, à semelhança do que Jorge Perlingeiro fez no Samba de Primeira.
Samara Felippo revelou que começou sua carreira aos 12 anos como assistente de palco no Programa Alberto José.As assistentes do programa eram chamadas de Betitas,a exemplo do que eram as Chacretes e Boletes dos programas de Chacrinha e Edson Cury o Bolinha,respectivamente